# Wachovia
Wachovia är ett amerikanskt finansföretag, sedan 31 december 2008 del av tidigare bankkonkurrenten Wells Fargo. Huvudkontoret är beläget i Charlotte, North Carolina. Wachovia var före 2008 års finanskris ägare till den fjärde största bankkedjan i USA, räknat på totala tillgångar. Förutom bankverksamhet ägde man då:
- Prudential Securities
- Metropolitan West Securities
- SouthTrust
- Westcorp
- Golden West Financial
- A.G. Edwards

## Finanskrisen
Den 29 september meddelade Federal Deposit Insurance Corporation (FDIC) att Citigroup skulle komma att ta över Wachovias bankverksamhet och dessutom överta bankens skulder upp till ett tak på 42 miljarder dollar. Skulderna därutöver tar FED hand om. Enligt FDIC skulle Wachovia fortsätta som ett självständigt bolag genom Wachovia Securities, AG Edwards och Evergreen Investments. Efter ett domstolsbeslut upphävdes till slut de exklusiva förhandlingarna mellan bankerna, vilket ledde till att även Wells Fargo lade bud på Wachovia.[]
Wachovia Corporation köptes slutligen av Wells Fargo 31 december 2008 och upphörde då som ett självständigt bolag. Inom de kommande tre åren kommer varumärket Wachovia att fasas ut, till förmån för Wells Fargo.